# Leszek Mazan
Leszek Mazan (ur. 31 października 1942 w Nowym Sączu) – polski dziennikarz, publicysta, autor licznych książek, których tematyka związana jest z Krakowem oraz Pragą. Znany również ze swojego zamiłowania do Józefa Szwejka.

## Życiorys
Jest absolwentem I LO im. Jana Długosza w Nowym Sączu i Uniwersytetu Jagiellońskiego. Był kierownikiem oddziału PAP w Krakowie w latach 1978–1985, potem jej korespondentem w Pradze. Redaktor Przekroju (1974–2000). Publikował także na łamach „Nowin Rzeszowskich”. W 2004 prowadził program telewizyjny Pegaz. Był również szefem Kroniki TVP Kraków.
W październiku 2007 za książkę Polska Praga czyli dlaczego Matejko lubił knedle otrzymał Nagrodę Krakowska Książka Miesiąca. W marcu 2008 przyznał się do opublikowania pod swoim nazwiskiem w 1968 tekstu skierowanego przeciw opozycji, który według słów Mazana przygotowany był przez Komitet Wojewódzki PZPR.

## Publikacje
- Wy mnie jeszcze nie znacie, 1992
- Zdarzenia z życia naszego monarchy, 1996
- 150 lat dróg żelaznych w Galicji, 1997
- Austriackie gadanie, czyli Encyklopedia Galicyjska, 1998 (współautor: Mieczysław Czuma)
- Pępek świata nazywa się Kraków, 2000 (współautor: Mieczysław Czuma)
- Opowieści z krainy centusiów, 2001 (współautor: Mieczysław Czuma)
- Jacy? Tacy!, 2001 (współautor: Mieczysław Czuma)
- Z Mariackiej wieży hejnał płynie, 2003
- Maczanka krakowska, czyli świat z pawim piórem, 2004 (współautor: Mieczysław Czuma)
- Poczet serc polskich, 2005 (współautor: Mieczysław Czuma)
- Pochowajcie mnie na polu karnym Cracovii, 2006
- Polska Praga czyli dlaczego Matejko lubił knedle, 2007 (współautor: Zdeněk Hrabica)
- To jest Kraków, mości Książę!, 2007 (współautor: Mieczysław Czuma, Michał Kozioł)
- Madame, wkładamy dziecko z powrotem!, 2009 (współautor, Katarzyna Siwiec, Mieczysław Czuma)
- Kraków na słodko 2010
- Tate, jedziemy do Krakowa, 2015 (współautor: Mieczysław Czuma)
- Jest tam w Krakowie kościół Maryi Panny…, 2017
- Smoczy apetyt: Opowieść o krakowskiej kuchni, 2022 (współautor: Mieczysław Czuma), ISBN 978-83-8138-613-5
- Wy jesteście Szwejk? 2023, ISBN 978-83-966937-1-6

## Odznaczenia[4]
- Krzyż Kawalerski Orderu Odrodzenia Polski (2001)
- Srebrny Krzyż Zasługi (1969)

## Nagrody
- 1967 – Nagroda Dziennikarska im. Juliana Bruna
- 1989 – Nagroda Dziennikarska im. Bolesława Prusa
- 1989 – Nagroda Miasta Krakowa
- 2007 – Nagroda Krakowska Książka Miesiąca Października